# 인도 국가개발 포괄동맹
인도 국가개발 포괄동맹(印度 國家開發 包括同盟, 힌디어: भारतीय राष्ट्रीय विकासशील समावेशी गठबंधन, 영어: Indian National Developmental Inclusive Alliance, INDIA)은 인도의 빅텐트 정당 연합이다. 2023년 7월 17일 2024년 인도 총선거에서 집권 여당인 인도 인민당 중심의 국민민주동맹에 반대하는 주요 야당 연합을 형성하기 위하여 인도 국민회의를 중심으로 창립되었다. 사실상 통합진보동맹의 후신이다.

## 소속 정당

### 전국 정당
- 인도 국민회의
- 인도 공산당 (마르크스주의)
- 암아드미당

### 주 정당
- 사마지와디당
- 전인도 트리나물 회의
- 드라비다 진보연맹
- 시브 세나 (UBT)
- 국민회의당 - 샤라드찬드라 파와르
- 자르칸드 해방전선
- 라슈트리야 자나타 달
- 잠무 카슈미르 민족협의회
- 인도 공산당
- 인도 공산당 (마르크스-레닌주의) 해방파
- 혁명사회당
- 비두탈라이 치루타이갈 카치
- 인도 연합 무슬림 연맹
- 케랄라 회의 (M)
- 부흥 드라비다 진보연맹
- 라슈트리야 로크탄트리크당
- 콘구나두 마칼 데시야 카치
- 잠무 카슈미르 인민민주당
- 전인도 전진동맹
- 인도 노농당
- 라이조르 달
- 아삼 자티야 파리샤드
- 안찰리크 가나 모르차
- 전당 구릉 지도자 협의회
- 고아 전진당
- 함로당
- 마칼 네디 마이암
- 잔 아디카르당
- 비카셸 인산당
- 푸르반찰 로크 파리샤드
- 자티야 달 아삼
- 사마지와디 가나라지야당

## 같이 보기
- 인도 국민회의
- 국민민주동맹